# Akhrik Tsveiba
Akhrik Tsveiba (Gudauta, Rússia, 10 de setembre de 1966) és un exfutbolista rus. Va disputar 34 partits amb la selecció de l'URSS, selecció d'Ucraïna, selecció de Rússia.